# Karl Friedrich von dem Knesebeck
Karl Friedrich von dem Knesebeck (5 maggio 1768 – 12 gennaio 1848) è stato un generale prussiano, barone, feldmaresciallo e aiutante generale di Federico Guglielmo III di Prussia.